# Gulai

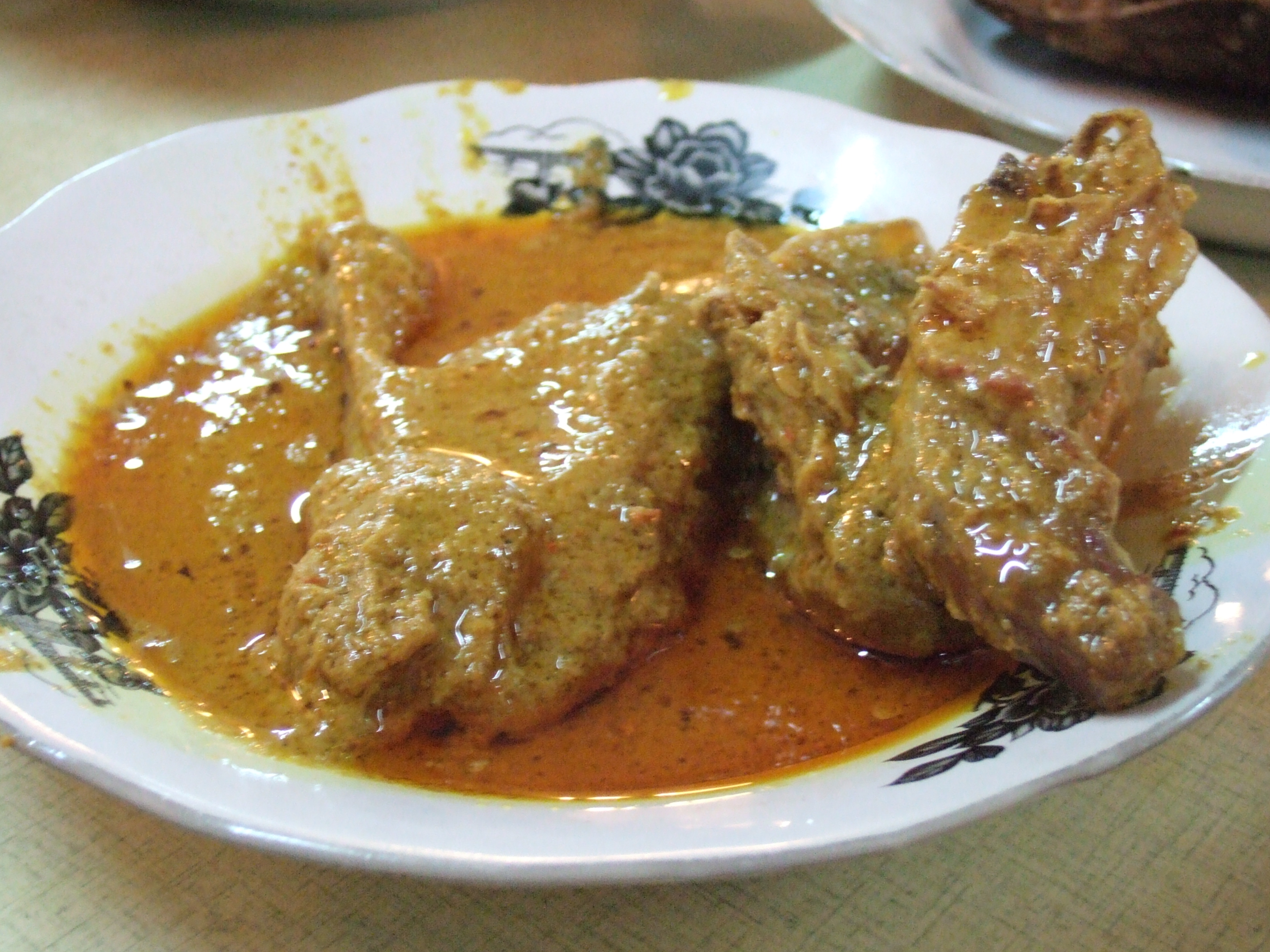
Platillo de gulai de pollo, propio de la región de Sumatra en Indonesia.

El gulai es un tipo de platillo propio de Indonesia. La base del platillo es una salsa rica, picante y suculenta similar al curry. Los ingredientes principales pueden ser aves de corral, carne de cabra, carne de res, cordero, pescado y mariscos, y también verduras como hojas de mandioca y jaca inmadura. Las salsas gulai comúnmente tienen una consistencia espesa con color amarillento debido a la adición de cúrcuma molida.
Los ingredientes de la salsa Gulai son especias como cúrcuma, cilantro, pimienta negra, galanga, jengibre, guindilla, echalote, ajo, hinojo, hierba de limón, canela y alcaravea, molidos en pasta y cocinados en leche de coco con los ingredientes principales. El gulai a menudo se describe como un tipo de curry indonesio, de hecho, gulai es el nombre común para los platos de curry en el país, aunque la cocina indonesia también reconoce kari o kare (curry).

## Variantes
El gulai se originó en Sumatra, Indonesia y se cree que es la adaptación local del curry indio, desarrollado y derivado de la influencia india en la cocina indonesia. El plato es muy popular en el archipiélago indonesio, especialmente en Sumatra, Java y también en la península malaya y Borneo. La salsa gulai espesa y amarillenta es una de las salsas más comunes en la cocina de Minangkabau, para dar un sabor rico y picante a carnes, pescados o verduras. Gulai a menudo se describe como suculento y picante, pero combina sutilmente sabores de diferentes especias en un sabor suave, es difícil identificar las especias individuales.
Los ingredientes se cuecen a fuego lento y se cocinan lentamente en leche de coco, mezcla de especias y ají. La salsa del gulai es espesa y dorada, amarillenta, suculenta y picante. Rendang (carne de res cocida a fuego lento en leche de coco y especias), asam padeh (estofado agrio y picante) y kalio (salsa acuosa y de color claro) son solo algunas variantes del gulai de Padang.